# Tiếng Hung
Tiếng Hung là ngôn ngữ của người Hung tại Đế quốc Hung, một liên bang bộ lạc đa chủng tộc một thời cai trị phần lớn Đông Âu và xâm lược Tây Âu trong thế kỷ 4 và 5. Tuy nhiên tại Đế quốc Hung khi đó có rất nhiều thứ tiếng được sử dụng. Priscus ghi chép lại rằng ngoài tiếng Hung, còn có Gothic và các thứ ngôn ngữ khác của các bộ lạc bị người Hung chinh phục.
Bằng chứng về ngôn ngữ này rất hạn chế khi các bản dịch chỉ bao gồm tên riêng. Tiếng Hung hiện tại không được phân loại, nhưng nhờ gốc của các tên riêng mà ngôn ngữ này được đối chiếu với tiếng Turk và tiếng Mông Cổ.